# Madri
Madri est une princesse dans l'épopée de l'hindouisme : le Mahabharata. Elle s'est mariée au roi Pandu afin de réunir deux royaumes et d'éviter une guerre. Madri par la puissance des Ashvins, des dieux védiques, mit au monde deux jumeaux qui sont les plus jeunes des cinq Pandavas : Nakula et Sahadeva.